# U 208
U 208 war ein deutsches Unterseeboot des Typs VII C – auch als  „Atlantikboot“ bezeichnet –, das durch die Kriegsmarine während des U-Boot-Krieges im Nord- und Mittelatlantik eingesetzt und auf seiner zweiten Feindfahrt in der Straße von Gibraltar versenkt wurde.

## Technische Daten
Die Kieler Germaniawerft war hauptsächlich für den Bau von Großkampfschiffen vorgesehen. Im kleinen Rahmen und teilweise unter Geheimhaltung wurden jedoch bereits seit 1934 U-Boote, auch für den Export, gefertigt. Das nach Kriegsbeginn  ausgeweitete U-Bootbauprogramm sah für diese Werft einen jährlichen Ausstoß von 42 Booten vor. Diese Menge konnte jedoch nie erreicht werden. Im Jahr 1941 stellte die Germaniawerft neben U 208 neun weitere Boote des Typs VII C fertig. Ein U-Boot dieser Klasse hatte eine Verdrängung von 761 Kubikmetern über und 865 Kubikmetern unter Wasser. Die Dieselmaschine gewährleistete eine Überwassergeschwindigkeit von 17 Knoten, getaucht fuhr das Boot bis zu acht Knoten. Ein VII C hatte eine Länge von 67,1 Metern, eine Breite von 6,2 Metern und einen Tiefgang von 4,8 Metern. Üblicherweise waren 44 Mann Besatzung an Bord.

## Kommandant
Alfred Schlieper wurde am 15. Januar 1915 in Köln geboren und trat 1934 in die Reichsmarine ein. Er war somit Mitglied der „Crew 34“, des Offiziersjahrgangs dieses Jahres. Im Jahr 1939 fuhr er als Wachoffizier auf dem Torpedoboot Albatros, im Anschluss war er als Ausbilder an der Torpedoschule der Marineakademie Mürwik tätig. Seine U-Bootausbildung absolvierte Alfred Schlieper im Januar 1941. Anschließend fuhr er als Erster Wachoffizier (I WO) auf U 96  unter dem Kommandanten Heinrich Lehmann-Willenbrock. Am 7. Mai 1941 übernahm Alfred Schlieper das Kommando auf U 208. Er wurde nach seinem Tode zum Kapitänleutnant befördert.

## Einsatz und Geschichte

### Erste Unternehmung
U 208 lief am 29. September 1941 aus Kiel zu seiner ersten Feindfahrt aus. Nach Versorgung in Kristiansand vom 30. September bis 1. Oktober 1941 ging es in den Nordatlantik. U 208 gehörte zu einem Vorpostenstreifen, der südöstlich von Kap Farvel nach Geleitzügen Ausschau halten sollte. Dieser Vp-Streifen spürte am 14. Oktober den Geleitzug SC 48 auf und führte weitere U-Boote – unter anderem die U-Bootgruppe "Reißwolf" – heran. Im Verlauf der dreitägigen Geleitzugschlacht versenkten die deutschen U-Boote neun Handelsschiffe und einen Zerstörer. An dieser Schlacht nahm U 208 nicht bis zum Ende teil, denn das Boot wurde bereits am 16. Oktober der U-Bootgruppe "Mordbrenner" zugeteilt, die zunächst vor der Belle-Isle-Straße und dann – ab Ende Oktober – südlich von Neufundland operierte. Am 1. November verfehlte das Boot einen Frachter mit einem Doppelschuss und anschließendem Heckschuss. Am Tag darauf erzielte U 208 mit einem Torpedofächer einen Treffer auf den britischen Frachter Larpool (3872 BRT) und versenkte ihn anschließend mit einem Doppel-Fangschuss. Das Boot lief am 12. November in den U-Boot Stützpunkt Brest ein.

### Zweite Unternehmung
Am 3. Dezember brach U 208 von Brest aus zu seiner zweiten und letzten Feindfahrt auf.

## Versenkung

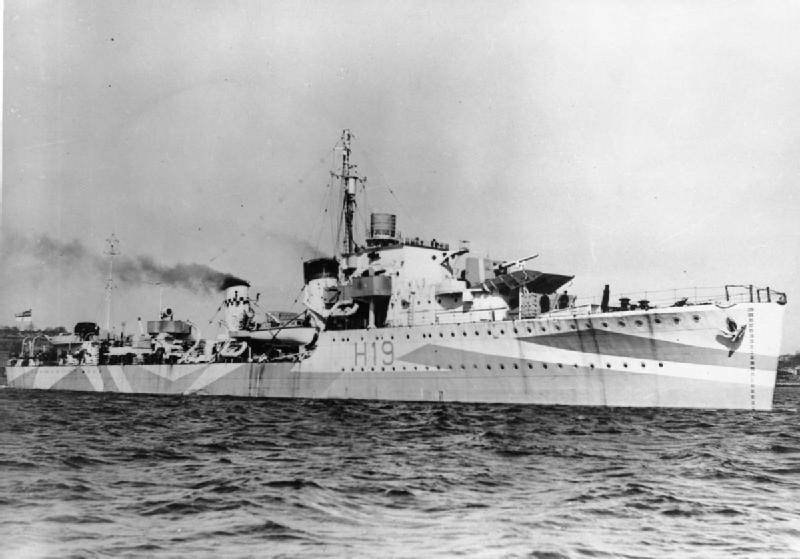
Die Harvester

Am 6. Dezember erhielt Kommandant Schlieper den Befehl, mit U 208 die Straße von Gibraltar zu passieren. Den Befehl zu diesem sogenannten „Mittelmeerdurchbruch“ erhielten zeitgleich zunächst sechs weitere U-Boote, die zu dieser Zeit westlich von Gibraltar operierten. Später kamen sieben weitere hinzu, so dass in den ersten Tagen des Dezembers 1941 15 deutsche U-Boote versuchten, ins Mittelmeer zu gelangen. Bis Ende Dezember wurden es dann insgesamt 37, von diesen gelang 26 Booten der Durchbruch. Auf dem nordafrikanischen Kriegsschauplatz hatte im November die Operation Crusader begonnen. Der massierte deutsche U-Booteinsatz im Mittelmeer war dazu gedacht, den Nachschub der britischen Truppen anzugreifen. Ursprünglich wurde angenommen, dass U 208 im Anschluss an den gelungenen Durchbruch am 11. Dezember von der britischen Korvette HMS Bluebell versenkt worden sei. Aktuelle Forschungen ergaben jedoch, dass U 208 bereits am 7. Dezember 1941 durch Wasserbombenangriffe der Zerstörer Harvester und Hesperus versenkt wurde. U 208 war ein Totalverlust mit 45 Toten.